# Международный день борьбы с гомофобией, трансфобией и бифобией
Междунаро́дный день борьбы́ с гомофо́бией, бифо́бией и трансфо́бией (англ. International Day Against Homophobia, Biphobia and Transphobia, IDAHOBIT) отмечается 17 мая и предназначен для координации международных мероприятий, повышающих осведомлённость о нарушениях прав ЛГБТ во всём мире и стимулирующих действия по их защите. К 2016 году празднования проводились в 132 странах мира.
День установлен в память об исключении гомосексуальности из Международной классификации болезней 17 мая 1990 года. В 2009 году к названию «Международного дня борьбы с гомофобией» добавилась трансфобия, а с 2015 — бифобия.

## История

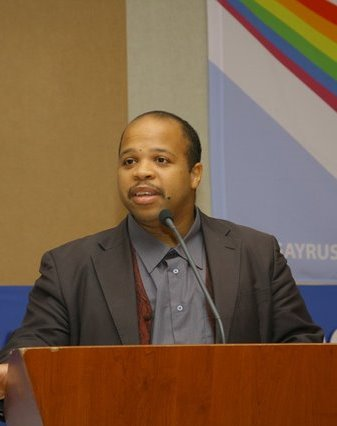
Луи-Жорж Тэн

В 2003 году во франкоязычной канадской провинции Квебек организацией Fondation Émergence был объявлен и проведён в июне Народный день против гомофобии (National Day Against Homophobia). Вслед за этой инициативой в августе 2004 года французский университетский лектор и активист кампаний за права чернокожих, геев, лесбиянок, бисексуалов и транс-людей Луи-Жорж Тэн выдвинул предложение отмечать аналогичный день в мировом масштабе.
Основной задачей дня стало привлечение общественного внимания к геям, лесбиянкам, бисексуалам и транс-людям (ЛГБТ), особенно в тех странах, где вопросы сексуальности до сих пор считаются табу, а ЛГБТ-люди подвергаются дискриминации. День был выбран неслучайно — именно 17 мая 1990 года Генеральная ассамблея ВОЗ (Всемирной организации здравоохранения) исключила гомосексуальность из списка психических заболеваний.
Тэн выразил надежду, что этот день поможет изменить к лучшему жизнь тех людей, которые в этом больше всего нуждаются: «Мы хотим показать, что борьба с гомофобией — это дело не только самих геев, лесбиянок и транс-людей, эта борьба — также дело властей и воля всего общества».
Для учреждения Международного дня борьбы с гомофобией организационным комитетом была опубликована написанная Луи-Жорж Тэном петиция «За международный день борьбы с гомофобией», обращённая к ООН и правительствам и парламентам всех стран.
К 17 мая 2005 года, после продлившейся год кампании, «апелляцию IDAHO» подписало около 24 тысяч человек из таких организаций, как Международная ассоциация лесбиянок и геев (ILGA), Международная комиссия по правам геев и лесбиянок, Всемирный конгресс ЛГБТ-иудеев, Коалиция африканских лесбиянок и т. п.
В 2006 году в Европейском парламенте состоялся семинар по теме Международного дня борьбы с гомофобией. На семинаре выступил Луи-Жорж Тэн. Председатель Европарламента Жозеп Боррель сделал заявление о признании международного дня.

### Предпосылки
- В XX веке гомосексуалы во многих странах притеснялись: депортация геев в концлагеря в нацистской Германии, преследование геев в СССР и США (эпоха маккартизма).
- Дискриминация гомосексуалов. В восьмидесяти странах гомосексуальность запрещена законом (Алжир, Сенегал, Камерун, Ливан, Кувейт и другие); во многих странах она наказывается тюремным заключением сроком до десяти лет (Нигерия, Ливия, Сирия, Малайзия, Ямайка и другие); иногда закон предусматривает пожизненное заключение (Гайана, Уганда). И ещё в десятке стран к гомосексуалам применяется смертная казнь (Афганистан, Иран, Саудовская Аравия, Йемен и другие).
- Несколько африканских президентов по собственной инициативе объявили борьбу этому «бедствию», которое они назвали «антиафриканским».
- Даже в наиболее толерантных странах, например, Бразилии, эскадроны смерти и скинхеды терроризируют города: в период с 1980 по 2000 год официально зарегистрированы 1960 убийств гомосексуалов на почве ненависти.
- В большинстве стран гомонегативизм проявляется ещё интенсивнее, чем раньше.

### Цели
- противодействие любому физическому, моральному, религиозному и символическому насилию по отношению к людям с другой сексуальной ориентацией или гендерной идентичностью;
- поддержка и координация всех инициатив по всему миру, которые помогают всем гражданам достичь равных прав;
- проявление солидарности со всеми лесбиянками, геями, бисексуалами и транс-людьми мира, в том числе там, где они не имеют возможности выступать за свои права;
- проведение более широкой кампании по защите прав человека.

## Акции
Хотя подобная кампания невозможна в странах, где гомосексуальность преследуется, в более толерантных государствах люди должны выступить с протестом «от имени угнетаемых», заявили организаторы мероприятий, проходивших 17 мая в государствах, поддержавших инициативу о проведении этого памятного дня.
Признание этого дня ставит определённые обязательства перед международным сообществом, которое уже объединилось в борьбе со многими другими формами дискриминации и социального насилия, но пока ещё в большинстве государств не оказало широкой поддержки в борьбе за равные права вне зависимости от сексуальной ориентации или гендерной идентичности.
Одной из основных инициатив организаторов этого дня стало разъяснение целей и причин этого события в образовательных учреждениях.

### В России
В 2007 году в Москве состоялась Неделя борьбы с гомофобией в Москве. Активисты провели пресс-конференции, кинопоказы, дискуссии, шествия. Закончилась неделя прайдом на Тверской улице, который был разогнан правыми активистами и милицией.

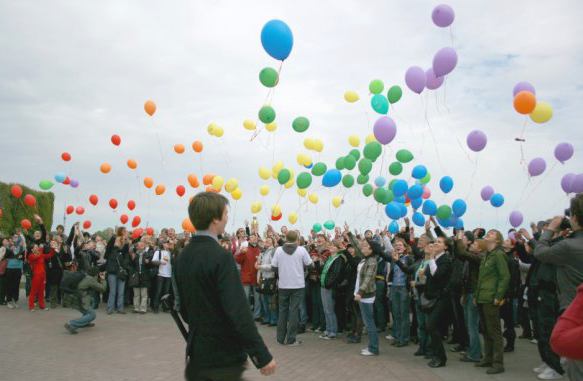
17 мая 2009 года. Радужный флешмоб в Санкт-Петербурге

В 2009 году, по инициативе Российской ЛГБТ-сети, состоялась акция «Радужный флешмоб», в ходе которой представители ЛГБТ-сообщества запустили в небо воздушные шарики с «записками к миру». Акция прошла в более чем 30 городах России. По утверждению ЛГБТ-организации «Выход», организатора флешмоба в Санкт-Петербурге, мероприятие собрало более 200 человек и явилось самой массовой ЛГБТ-правозащитной акцией за всю историю России.